# Giancarlo Crosta
Giancarlo Crosta (ur. 7 sierpnia 1934 w Pianello del Lario, zm. 23 września 2024 tamże) – włoski wioślarz, srebrny medalista olimpijski.
Wystąpił na igrzyskach olimpijskich w Rzymie w 1960, gdzie Włosi w składzie: Tullio Baraglia, Renato Bosatta, Giancarlo Crosta i Giuseppe Galante zdobyli srebrny medal w czwórkach bez sternika. W finale o 2,52 sekundy przegrali z osadą USA, a o 0,84 sekundy wyprzedzili osadę ZSRR. Był to jego jedyny start olimpijski.
Ponadto zdobył złoty medal w czwórce bez sternika na mistrzostwach Europy w Pradze (1961), Włosi startowali wówczas w tym samym składzie, co podczas igrzysk olimpijskich.